# Elina Vildanova
Elina Vildanova (russisch Элина Вильданова/Elina Vil'danova; * 26. Februar 1998 in Ufa, Russland) ist eine russische Schauspielerin.

## Leben
Vildanova wurde in Ufa, Russland, geboren und wuchs in Deutschland auf. 2016 legte sie ihr Abitur am Dathe-Gymnasium ab und nahm im Anschluss ein Studium an der Humboldt-Universität zu Berlin auf. Vildanova ist in Berlin wohnhaft und spricht Russisch als Muttersprache, Deutsch, Englisch und Französisch.
2008 begann sie mit dem Theaterspiel. Ihr Filmdebüt hatte sie 2016 in dem Fernsehfilm Seitensprung mit Freunden von Markus Herling an der Seite von Samuel Finzi und Caroline Peters. Es folgten weitere Fernsehauftritte wie Dresden Mord: Nachtgestalten mit Anja Kling und Lisa Tomaschewsky, Gute Zeiten, schlechte Zeiten, Tatort: Das Leben nach dem Tod und der SOKO Wismar Special Nach der Ebbe kommt der Tod. 2019 übernahm sie eine Episodenhauptrolle in der Fernsehserie Letzte Spur Berlin.
2020 war sie an der Seite von Jella Haase, Lena Klenke und Lena Urzendowsky in dem Kinofilm Kokon in der Rolle der Aylin zu sehen. Regie führte Leonie Krippendorff. Der Film lief in der Berlinale 2020 als Eröffnungsfilm der Sektion Generation 14plus und befand sich in der Vorauswahl für den Deutschen Filmpreis. 2021 spielte sie in der deutschen Telenovela Rote Rosen mit. Seit März 2022 studiert sie an der Hochschule für Schauspielkunst Ernst Busch.

## Filmografie
- 2015: Seitensprung mit Freunden (Fernsehfilm)
- 2015: Dresden Mord – Nachtgestalten
- 2016: Gute Zeiten, schlechte Zeiten (Fernsehserie, 2 Episoden)
- 2018: A ride to remember (Kurzfilm)
- 2018: Blauer Wal (Kurzfilm)
- 2018: Rybakit (Kurzfilm)
- 2018: Kokon
- 2018: Beck is back! (Fernsehserie, Episode 2x06)
- 2019: Aktenzeichen XY … ungelöst (Fernsehreihe)
- 2019: Tatort: Das Leben nach dem Tod (Fernsehreihe)
- 2019: SOKO Wismar – Unter Sand (Fernsehfilm)
- 2019: Papa auf Wolke 7 (Fernsehfilm)
- 2019: Letzte Spur Berlin (Fernsehserie, Episode 9x09)
- 2021: Rote Rosen (Fernsehserie, 3 Episoden)
- 2024: Yvonne und der Tod